# Moa Enqvist Stefansdotter
Moa Jannike Elisabeth Enqvist Stefansdotter, född 17 maj 1997, är en svensk skådespelare och röstskådespelare.
Hon känd för huvudrollen som Runa i den amerikanska filmen Viking Saga: Rune of the dead. Hon medverkar även i den svenska Oscarsnominerade filmen The Square och den brittiska långfilmen O31.

## Biografi
Moa Stefansdotter växte upp i Mellansverige på familjens hästgård. Som barn deltog hon i dramaklasserna i skolan och spelade teater i närregionen. Efter att ha arbetat som hästtränare och beridare på Island flyttade hon till England för att satsa på skådespelaryrket. Sedan dess har hon arbetat med film och TV-serier samt olika teaterproduktioner i Sverige och internationellt.

## Filmografi
- 2017 - The Square (film)
- 2017 - Aphelion[4] (kortfilm)
- 2018 - Viking Saga: Rune of the Dead (film)
- 2018 - O31 (film)
- 2018 - We'll Never Grow Old[5] (kortfilm)
- 2019 - Den kvinnliga vikingakrigaren (långfilm/dokumentär)
- 2020 - Jägarna säsong 2 (TV-serie)